# Солоницька волость
Солоницька волость — адміністративно-територіальна одиниця Кременчуцького повіту Полтавської губернії з центром у хуторі Безугло-Малярівський.

## Склад волості
Станом на 1885 рік — складалася з 46 поселень, 6 сільських громад. Населення 5719 — осіб (2786 чоловічої статі та 2933 — жіночої), 717 дворових господарств.
|                     | Площа, десятин | У тому числі орної, десятин |
| ------------------- | -------------- | --------------------------- |
| Сільських громад    | 6360           | 3602                        |
| Приватної власності | 3811           | 3022                        |
| Іншої власності     | 35             | 25                          |
| Загалом             | 10206          | 6649                        |

Основні поселення волості:
- Безугло-Малярівський — колишній державний хутір при балці Малярівський за 52 верст від повітового міста, 30 осіб, 4 двори, православна церква, школа, постоялий будинок, лавка, 2 вітряних млини.
- Линко-Раєвський — колишній державний хутір при річці Крива Руда, 190 осіб, 33 двори, земська станція, 3 вітряних млини.

Станом на 1910 рік поселення Солоницька волость складалася з наступних поселень:
| Адамів х.                   | Бабки х.                   | Барсуківщина х.                  | Безуглий х.                       |
| Безуглівка Велика х.        | Безуглівка Мала х.         | Бички х.                         | Білани х.                         |
| Бондарі х.                  | Бутоярівка (Винниківка) д. | Василенки х.                     | Василенки х.                      |
| Василенків х.               | Волошини х.                | Галещина Південної залізниці ст. | Гнойові (Павлики) х.              |
| Горбані х.                  | Грабки х.                  | Гриньки х.                       | Дейнеки х.                        |
| Деркачі х.                  | Дибин х.                   | Дмитренки х.                     | Дмитренки х.                      |
| Довбні х.                   | Животівський х.            | Жужманівка Верхня д.             | Жужманівка Нижня д.               |
| Золотарівка х.              | Карабаші х.                | Клименки х.                      | Кобеляцького (Безуглий) х.        |
| Ковалі х.                   | Козарі х.                  | Колоди х.                        | Крива-Руда (Галещина) д.          |
| Кропенки (Безуглий) х.      | Легути х.                  | Липки х.                         | Лихи х.                           |
| Лиходії х.                  | Маклакових х.              | Матвійці (Великі) х.             | Матвійці х.                       |
| Матвійців х.                | Матюха х.                  | Мелешки х.                       | Миргородський (Безуглий-Марусичі) |
| Михайлівщина (Сохинівка) х. | Мищенки (Великі) х.        | Мищенки (Малі) х.                | Нагнибіди х.                      |
| Найди х.                    | Остапців х.                | Павленки х.                      | Пархоменка х.                     |
| Підтикані х.                | Плахотники х.              | Плескачі х.                      | Похилі (Канівці) х.               |
| Радченка х.                 | Рашавці х.                 | Ребрівській (Безуглий) х.        | Ревівка Велика х.                 |
| Ревівка Мала х.             | Різники х.                 | Рої х.                           | Русичі (Безуглий) х.              |
| Світличних х.               | Солониця с.                | Сохини (Фидрі) та Сохати х.      | Троцький х.                       |
| Фидрі та Халяндри х.        | Христичі х.                | Черемиси х.                      | Чирви х.                          |
| Чудівка х.                  | Шираї х.                   | Штефани х.                       | Яременки (Палії) х.               |
| Яринівка х.                 |                            |                                  |                                   |